# Matías Agüero
Pour les articles homonymes, voir Aguero.
Pas d'image ? Cliquez ici

a Compétitions nationales et continentales officielles uniquement.

b Matchs officiels uniquement.
Dernière mise à jour le 2 juillet 2018.
Matias Aguero, né le 13 février 1981 à San Nicolás de los Arroyos (Argentine), est un joueur de rugby à XV d'origine argentine et de nationalité italienne de rugby à XV. 
Il évolue au poste de pilier.

## Biographie

### Carrière internationale
Il a honoré sa première cape internationale en équipe d'Italie le 12 novembre 2005 à Prato (Italie) par une victoire 48-0 contre l'équipe des Tonga en tant que remplaçant entré en cours de jeu.

## Statistiques internationales
Au 12 octobre 2015, Matías Agüero  compte 40 sélections depuis sa première sélection le 12 novembre 2005 contre les Tonga. Il inscrit cinq points, un essai.
Il compte trois sélections en 2005, une en 2006, quatre en 2007, trois en 2008, une en 2009, cinq en 2010, cinq en 2013, sept en 2014 et onze en 2015.
Matías Agüero participe à trois éditions du Tournoi des Six Nations en 2010, 2014, 2015.
Matías Agüero  participe à deux éditions de la coupe du monde. En 2007, il joue contre le Portugal. En 2015, il joue lors de quatre rencontres, face à la France, au Canada, l'Irlande et la Roumanie.

## Palmarès
- Viadana
  - Vainqueur de la Coupe d'Italie en 2007